# Acrepidopterum jamaicensis
Acrepidopterum jamaicensis är en skalbaggsart som beskrevs av Fisher 1942. Acrepidopterum jamaicensis ingår i släktet Acrepidopterum och familjen långhorningar. Inga underarter finns listade i Catalogue of Life.